# Haori
Haori (羽織 (Vũ chức))  là loại áo khoác dài truyền thống của Nhật Bản được mặc bên ngoài bộ kimono và có chiều dài từ hông tới đùi. Giống như phiên bản tối giản của một bộ kimono khi không có các tấm phía trước chồng lên nhau (okumi), haori thường có cổ áo mỏng hơn so với cổ áo của kimono và được may thêm hai tấm hình tam giác mỏng  ở hai bên đường may. Haori thường được dùng hai sợi dây ngắn buộc ở phía trước, được gọi là haori himo, gắn vào các vòng nhỏ khâu bên trong quần áo.

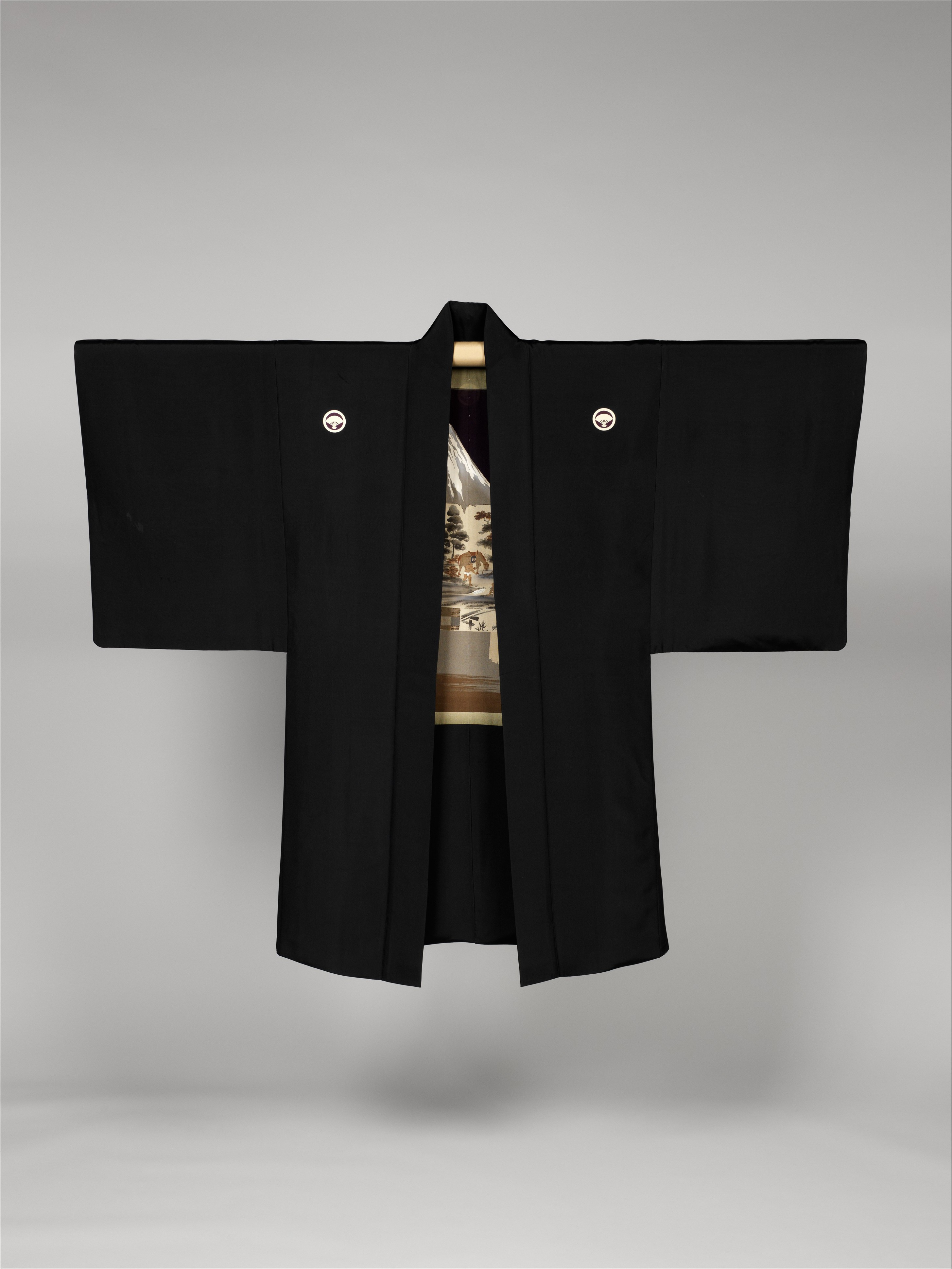
Một haori trang trọng với hai biểu tượng truyền thống của Nhật Bản ở phía trước.

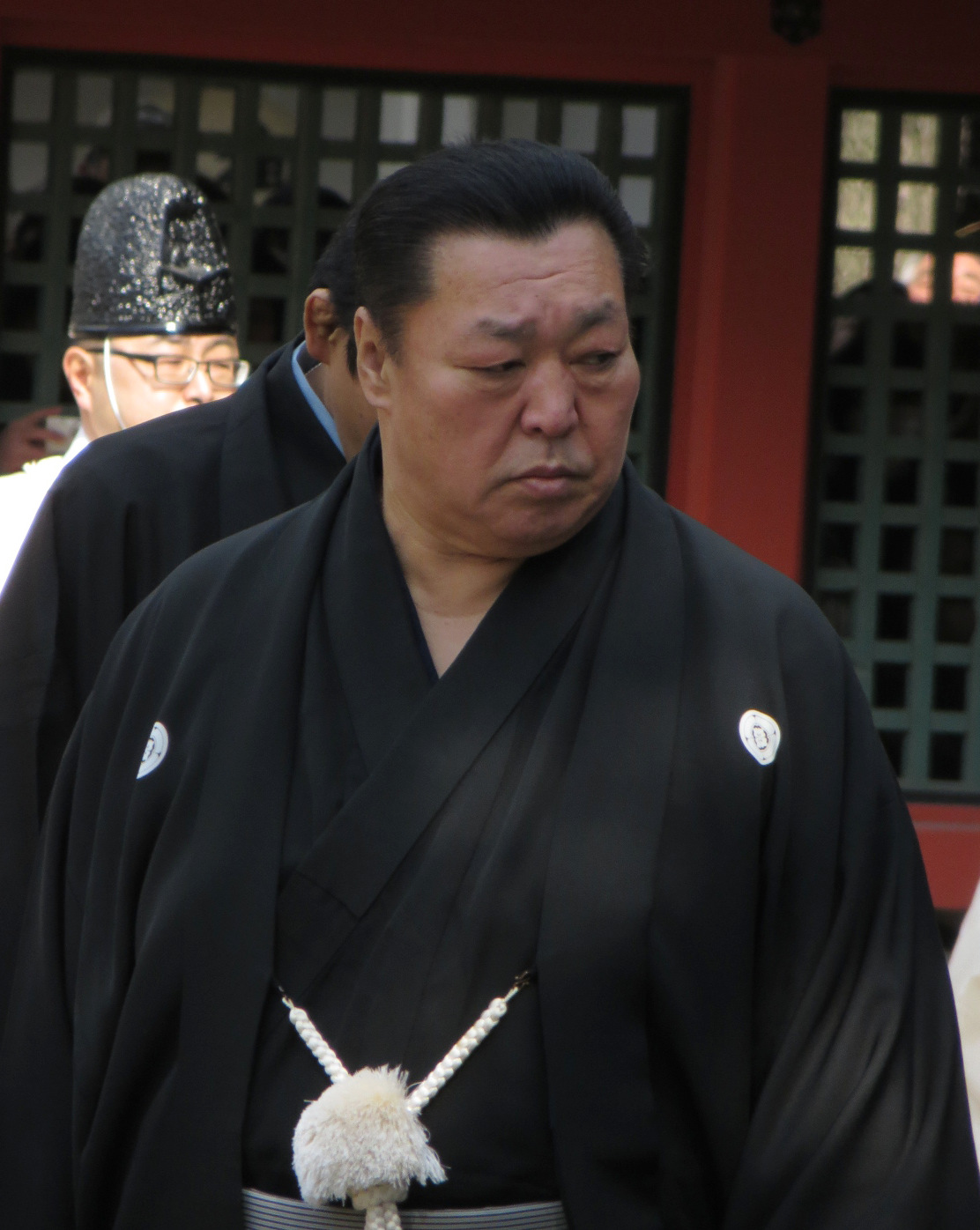
Đô vật Sumo Kitanoumi Toshimitsu mặc haori đen trang trọng với các biểu tượng (kuromontsuki haori); áo được buộc ở phía trước bằng hai haori himo màu trắng.

Vào thời kỳ Edo, tầng lớp thương nhân tuy giàu lên trong thời kỳ tăng trưởng kinh tế nhưng lại có địa vị thấp dẫn đến tình trạng thu nhập khả dụng vượt mức, phần lớn trong số đó được chi cho quần áo. Chính vì vậy, trong thời kỳ này, các tầng lớp thống trị đã ban hành các sắc lệnh bắt buộc về trang phục, do đó, những người đàn ông Nhật Bản thuộc tầng lớp thương gia đã bắt đầu mặc haori với thiết kế bên ngoài đơn giản cùng lớp lót được trang trí lộng lẫy, một xu hướng vẫn còn thấy ở haori của nam giới ngày nay.
Vào đầu thập niên 1800, các geisha ở hanamachi của Fukagawa, Tokyo bắt đầu mặc haori bên ngoài bộ kimono của họ. Cho đến thời điểm đó, Haori chỉ là trang phục mặc định của đàn ông; các geisha của Fukagawa, vốn nổi tiếng với những lựa chọn thời trang phong cách và khác thường, đã tạo ra xu hướng mặc haori cho phụ nữ, về sau đã trở nên phổ biến vào những năm 1930. Trong thời hiện đại, haori được mặc bởi cả nam và nữ.